# كريستيان فريدريك هانسن

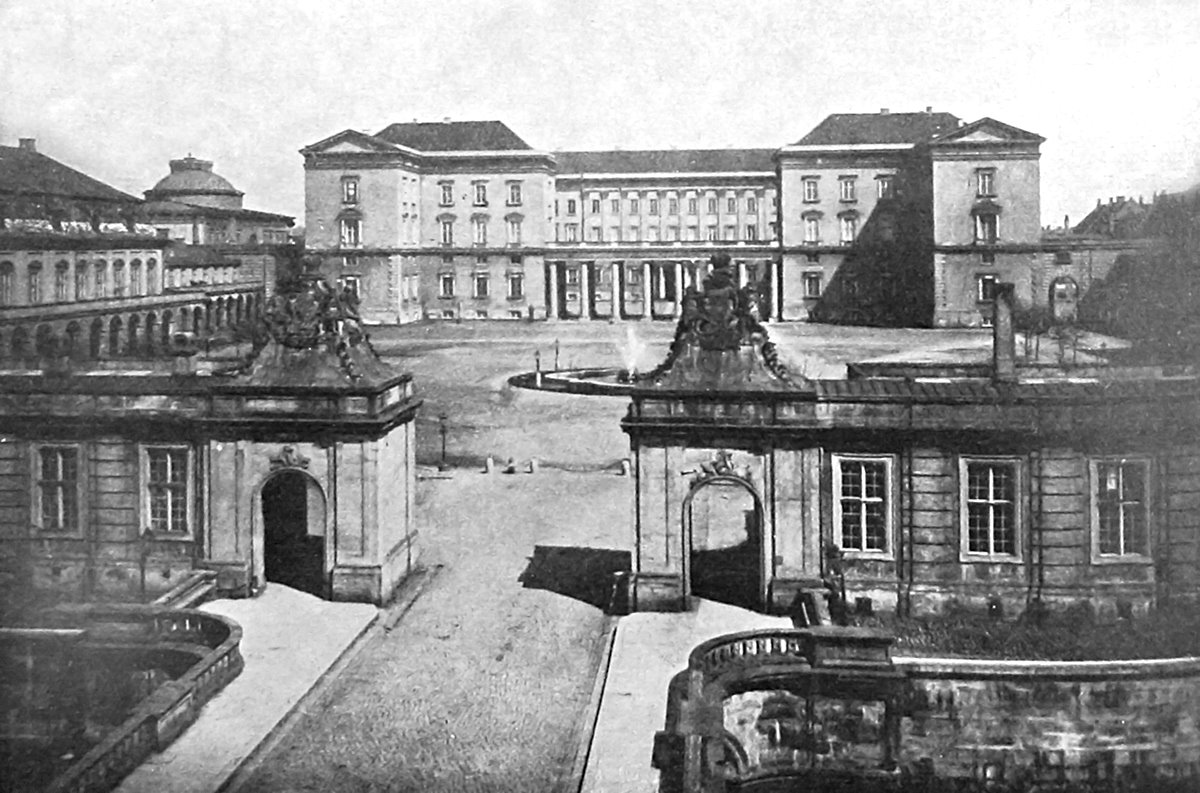
قصر كريستيانسبورغ الثاني، كوبنهاغن

كريستيان فريدريك هانسن (بالدنماركية: Christian Frederik Hansen أو CF Hansen ؛ 29 فبراير 1756 - 10 يوليو 1845) معماري دنماركي، يُعتبر من رواد العمارة الأوربية بين أواخر القرن الثامن عشر ومنتصف القرن التاسع عشر. كان لمنصبه في الأكاديمية الملكية الدنماركية للفنون الجميلة أثر كبير، حيث كان الشخص الأكثر نفوذا في الأوساط الفنية لسنوات عديدة. كان يعرف باسم «بالاديو الدنمارك» بسبب الطراز المعماري الذي روجه. تتسم مبانيه بالبساطة، والقوة والحجم، ومن أشهرها قصر كريستيانسبورغ في كوبنهاغن (التصميم الثاني) عام 1828، إلا أنه تعرض للتدمير في عام 1884.